# Eridu

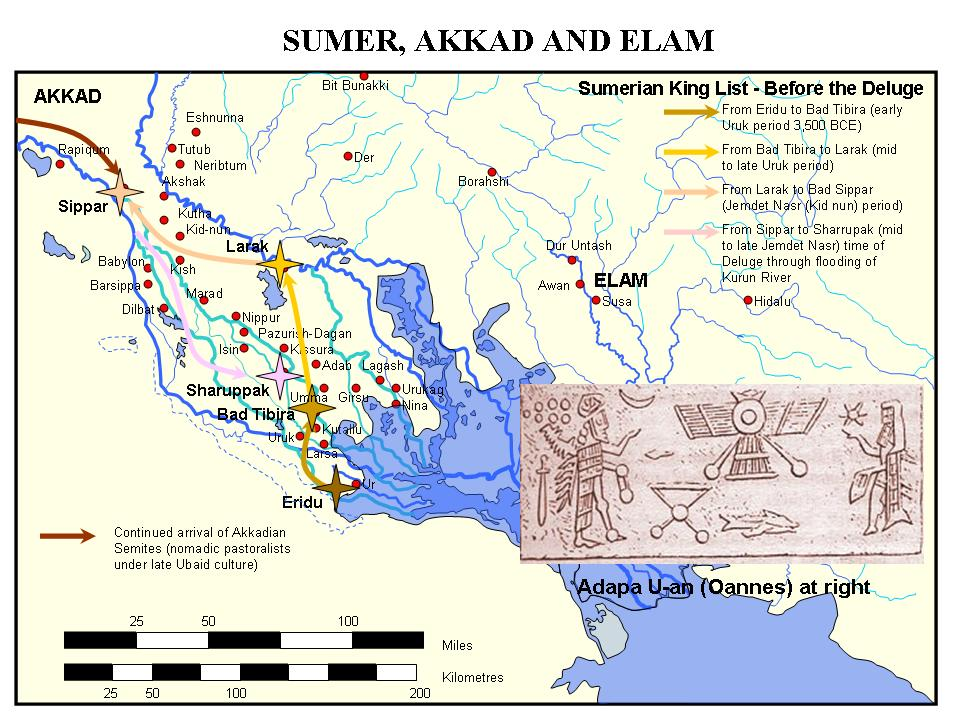
Sumer înainte de potop. Pe hartă apare şi Eridu, centru jos

Eridu a fost un oraș-stat sumerian și cea mai veche așezare în Mesopotamia de sud. (circa 3800 î.Hr..)
A fost centrul de cult al zeului Enki (cunoscut sub numele de Ea la akkadieni, și, mai târziu, la asirieni și babilonieni).
Orașul a fost distrus de elamiți.